# Paleosekvensering
Paleosekvensering är en term för DNA-sekvenseringen av utdöda organismer. Trots att DNA degraderas efter att en individ dör så kan en viss grad av DNA från utdöda arter utvinnas ur fossil, mumier, subfossila äggskal, bevarade frön, bevarade växtdelar och museiexemplar. Den mängd DNA som kan utvinnas ur denna typ av prover är mycket mindre än det som kan fås från en levande organism. För att öka mängden DNA till nivåer som kan analyseras används metoden PCR för att amplifiera DNA:t. På grund av den låga mängden DNA som finns i proverna och att DNA:t utsätts för miljön runt det efter individens död så är paleosekvensering mycket känsligt för kontaminering av flera olika slag, både från den miljö som det fossil eller liknande som DNA:t utvinns från och från kontaminering från de forskare som försöker utvinna DNA:t.
Det mest kända fallet där paleosekvensering använts var vid sekvenseringen av neandertalares genom i projektet Neanderthal genome project. Paleosekvensering har även använts för studier av moafåglar, mammutar och dronten.